# 창녕 분기점
창녕 분기점(昌寧分岐點, Changnyeong Junction, 창녕JC)은 대한민국 경상남도 창녕군 계성면 명리에 설치 된 함양울산고속도로와 중부내륙고속도로가 만나는 분기점이다. 

## 역사
- 2017년 6월 19일 : 2023년까지 분기점 신설을 위해 창녕군 도시계획시설 교통광장에 계성면 명리 일원을 창녕 분기점으로 고시[1]
- 2024년 12월 28일 : 함양울산고속도로 창녕 ~ 밀양 구간 개통과 함께 통행 개시[2]

## 구조물 정보
입체 교차로 위치는 기존 중부내륙고속도로 본선보다 서쪽에 설치되며, 이로 인해 영산 나들목부터 이 분기점까지 중부내륙고속도로 구간이 이설된다.동서천 분기점과 동림 나들목, 도동 분기점 하고 같은 형태로 건설되었다.
- 위치 : 경상남도 창녕군 계성면 명리

## 접속하는 노선

### 함양·울산방면
- 함양울산고속도로

### 창원・양평방면
- 중부내륙고속도로